# Cheilinus chlorourus
 Cheilinus chlorourus és una espècie de peix de la família dels làbrids i de l'ordre dels perciformes.

## Morfologia
Els mascles poden assolir els 45 cm de longitud total.

## Distribució geogràfica
Es troba des de l'Àfrica oriental fins a les Illes Marqueses, les Tuamotu, les Illes Ryukyu i Nova Caledònia.